# Det blev ingen CD
Det blev ingen CD är en svensk dokumentärfilm från 2019 av Jonas Strandberg.
Filmen utgår från en tidningsnotis i Avesta Tidning där lokalreportern Thomas Ahlin möter fem tonårskillar som tänkt kolla in cd-skivor under sin lunchrast. Nyheten är att det blev ingen cd, och skildras i form av ett fotografi (taget av Ahlin) där de fem killarna ser väldigt molokna ut med följande bildtext: "Det blev ingen cd. Några 15-åringar från Domarhagsskolan tänkte kolla in cd-skivor under lunchrasten. Men affären de gick till hade stängt." Strandberg förklarar att dokumentären försöker fånga hur det är att ha jättetråkigt.
Tidningsnotisen, troligtvis från 2001, har varit populär på internet länge och räknas som en av de första svenska virala fenomenen eller memen. Sveriges Radio kallar notisen ett av de första exemplen på humorkonceptet "Lokaltidningsbesvikelse", där oerhört lokala nyheter lyfts fram på internet.

## Mottagande
Filmen fick betyget 4 av 6 från Nöjesguiden, där Django Lorentzson skriver: "Det som berör mig är det svenska, sköra samhället som porträtteras jämte filmen och som reflekterar notisens känsla, till exempel stunderna insprängda mellan dramats fokus."